# Acromyrmex heyeri
Acromyrmex heyeri es una especie de hormiga cortadora de hoja del género Acromyrmex, tribu Attini, familia Formicidae. Fue descrita científicamente por Forel en 1899.
Se distribuye por Argentina, Brasil, Paraguay y Uruguay. Se ha encontrado a elevaciones de hasta 90 metros. Habita en el pasto.